# 瓶底めがね
瓶底 めがね（びんぞこ めがね、1992年2月20日 - ）は、日本の放送作家。本名、松添 隼（まつぞえ しゅん）。大阪府守口市出身。

## 略歴
深夜ラジオのハガキ職人を経て、2016年より放送作家として活動を始める。
「AV大好き」というラジオネームでハガキの投稿を行っていた。
2019年からは、TBSラジオ「伊集院光　深夜の馬鹿力」の構成を担当している。
番組ではブース外で送られてきたネタメールなどをさばく役割を担当。

## 人物
芸名はデビュー時に伊集院光から授かった。オーディション時に呼ばれていたあだ名がそのまま芸名となった。
伊集院光曰く、『「瓶底眼鏡」と書くことで、「鶴瓶一門」の感じがする。または三瓶のお抱えコックのような感じがする。』とのこと。
「趣味も特技もオナニー」を公言しており、放送作家のオーディションに受かった一部の理由として「オススメのAVを凄い教えてくれる」というものがあったという。
しかし、オススメのAV作品はかなりエッジがきいているものが多いとのこと。「まあまあ良い」と評価する作品は受け入れられるが、「とっておき」と紹介する作品は「ついていけない」のだという。
また、大の阪神タイガースファンである。

## 担当番組
- 伊集院光 深夜の馬鹿力 （TBSラジオ）
- 西川文野のカラフルオセロ （文化放送）
- Sky presents 中村七之助のラジのすけ （ABCラジオ）
- リアルをぶつけろ!ハッシュタグZ （ABCラジオ）
- 今村翔吾×山崎怜奈の言って聞かせて（ABCラジオ）